# フェラーリ・330
フェラーリ・330（Ferrari 330）は、かつてイタリアの自動車メーカー、フェラーリが製造していた12気筒エンジン搭載のグランドツアラーシリーズである。2+2のクーペをベースに、2シーター（ベルリネッタ、スパイダー）、レーシングカーを含め1963年から1968年まで生産された。モデル名の「330」は、エンジン1気筒あたりの容量約330ccに由来する。
初期モデルの330アメリカは実質的にエンジンが4リッター（3967cc）になった250GTEだった。後継の330GT 2+2は独自のシャーシとボディを持つに至った。2シーターの330GTC/GTSはシャーシが275と共通である。ミッドシップレーサーの330Pはフェラーリ・Pシリーズに属するモデルでもある。
エンジンはシリーズを通して、ジョアッキーノ・コロンボが設計した3967ccのV型12気筒SOHCが搭載され、ボア間の拡大やダイナモからオルタネータへの変更などの改良が加えられた。
330シリーズは後継の365GTシリーズへのバトンタッチに伴い1968年に生産終了した。

## 330アメリカ
1963年式の330アメリカは車名の「アメリカ」バッジを纏った新型車の体であったが、250GTEのシャーシを流用し、エンジンを新型の4リッター（3967cc）のTipo 209型V12に換装したものであり、同サイズ（185VR15）のピレリ・チントゥラート・タイヤを履く点においても、実質250GTEのシリーズ3と呼べるようなモデルだった。
次期330GT 2+2移行までの間に50台が生産された。

## 330GT 2+2
暫定モデルの330アメリカは短命に終わり、すぐさま後継の330GT 2+2が1964年のブリュッセル・モーター・ショーで発表された。4灯ヘッドライト搭載やボディラインの変更など独自のデザインを与えられ、250GTEのエンジン替えモデルだった330アメリカとは一線を画した。エンジンは引き続き300psを発揮する4リッターV12が搭載され、ホイールベースは50mm延長されたがコニのショックアブソーバー採用などによりハンドリングは向上した。ダンロップのデュアル・サーキット・ブレーキシステム採用による、現代的な前後独立系統の4輪ディスクブレーキが搭載され、ピレリ・チントゥラート・タイヤは205VR15にサイズアップした。
1965年のシリーズ2からは、従来のオーバードライブ付き4速に替えて5速ミッションが採用された。ほか主な変更点としてヘッドライトが2灯に戻り、伝統のワイヤーホイールから鍛造軽合金ホイールに変更、エアコンとパワーステアリングがオプション設定された。シリーズ2の生産前に125台の中間モデルが存在し、意匠はシリーズ1の4灯ヘッドライトながら、メカニズムはシリーズ2の5速ミッションと吊り下げ式ペダルを備えていた。
330GT 2+2は、中間モデル125台を含む625台のシリーズ1と455台のシリーズ2が生産され、1967年後継モデルの365GTシリーズにバトンタッチした。ただし軽量スポーツモデルの330GTC/GTSだけは翌年まで生産された。
- 330GT 2+2 シリーズ1。前期型のシリーズ1には当時のアメリカでの流行に合わせ4灯ヘッドライトが採用された[1]。
- シリーズ1のインテリア。

## 330 GTC/GTS
330GTCと330GTSは、クーペ・ボディのGTCが1966年3月のジュネーヴ・モーターショーで、スパイダー・ボディのGTSが同年10月のパリサロンでお披露目された。330GT 2+2と異なり、2シーターである点や、ショートホイールベースのシャーシを共用し、前後独立懸架（ダブルウィッシュボーン）のサスペンションを踏襲、同サイズ（205VR14）のミシュランXWXタイヤを履くなど、より275に近い存在だった。エンジンは330GT 2+2シリーズ2とほぼ同仕様の、4リッターTipo 209/66 60度 V12 SOHCを搭載した。この頃のフェラーリは従来と比べ、格段に静粛かつ容易にドライブが可能なスポーツカーとなっており、おそらく初めてカーラジオのリスニングを楽しめるフェラーリであった。
1968年、後継の365GTC/GTSが登場するまでの間に、クーペ約600台、スパイダー約100台が生産された。

### 限定車
1974年、イタリア系アメリカ人のカー・インポーターでありレーサーでもあった、ルイジ・チネッティの依頼により、1967年式の330GTCにワンオフのザガートボディを架装したスペシャル・モデルが製作された。タルガトップ・ボディを持つこの個体は通称「ザガート・コンバーチブル」と呼ばれた。1974年のジュネーヴ・モーターショーに展示された。
1966年、330GTCをベースにした4台限定のスペチアーレ（スペシャル）・モデルがピニンファリーナにより製作された。シャーシとドライブ・トレインは330GTCの流用だが、ボディ・デザインはこのスペチアーレ唯一無二のものであり、365カリフォルニアを始めピニンファリーナが手掛けたフェラーリ各車の、デザイン・エッセンスを取り入れたデザインとなっている。1967年のブリュッセル・モーター・ショーで発表された後、ベルギー王女のリリアン・バエルや、バリラ社長夫人のマリア・マダレナ・デ・リスカを含む顧客に納車された。
1970年代初頭、スイスのスペシャル・ビルダー、フェルバー自動車（Felber Automobiles）が製作したワンオフ車両にフェラーリの名称使用許可が下りた。「パンサー・FF」（FF=Felber Ferrari）と名付けられたこの車両は、330GTCのシャーシにパンサー・ウェストウインズ製作の古風なロードスター・ボディを架装したオープン2シーターで、1974年から1977年の間に6台もしくは7台のプロトタイプが製作された。

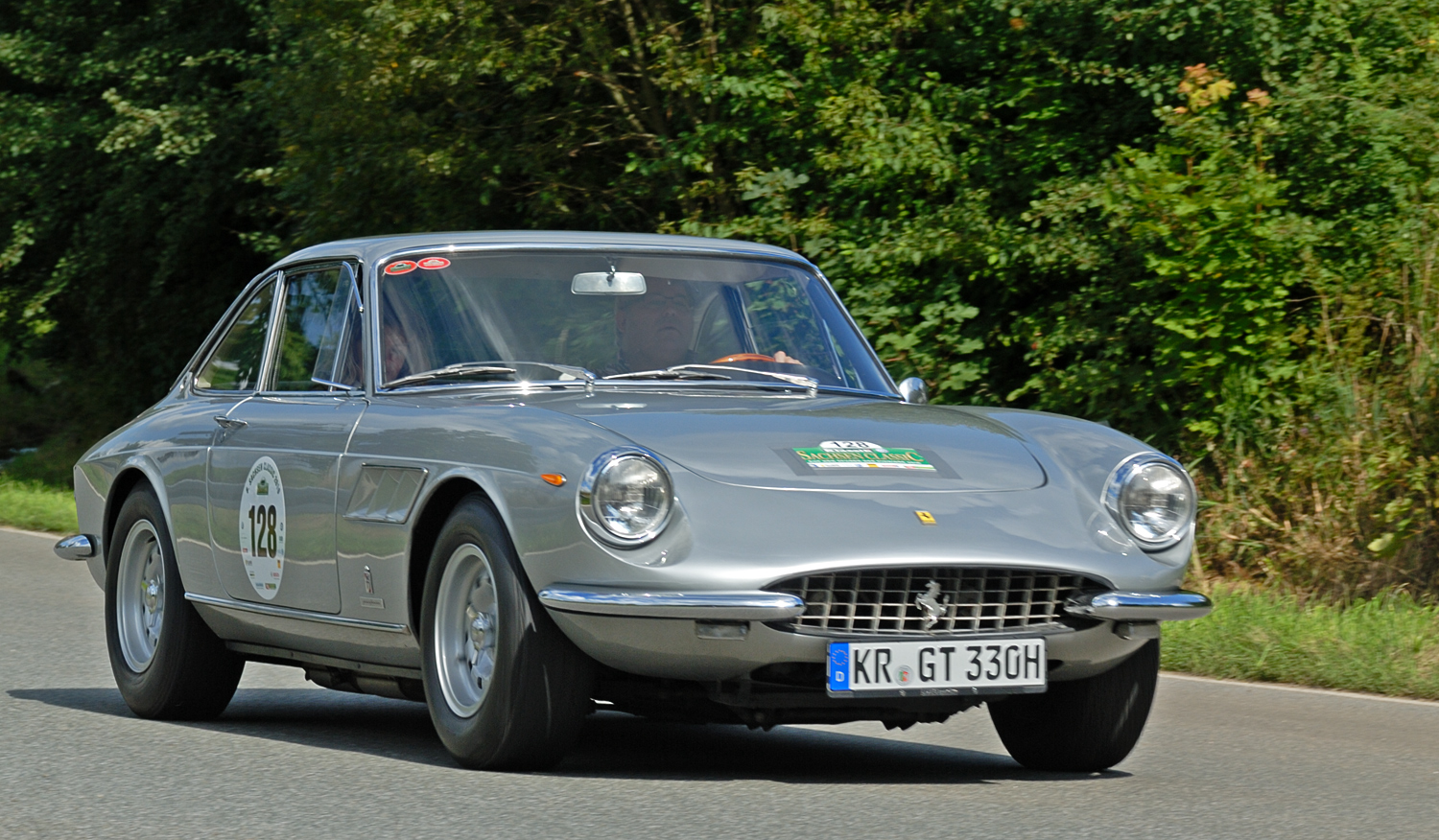
330GTC
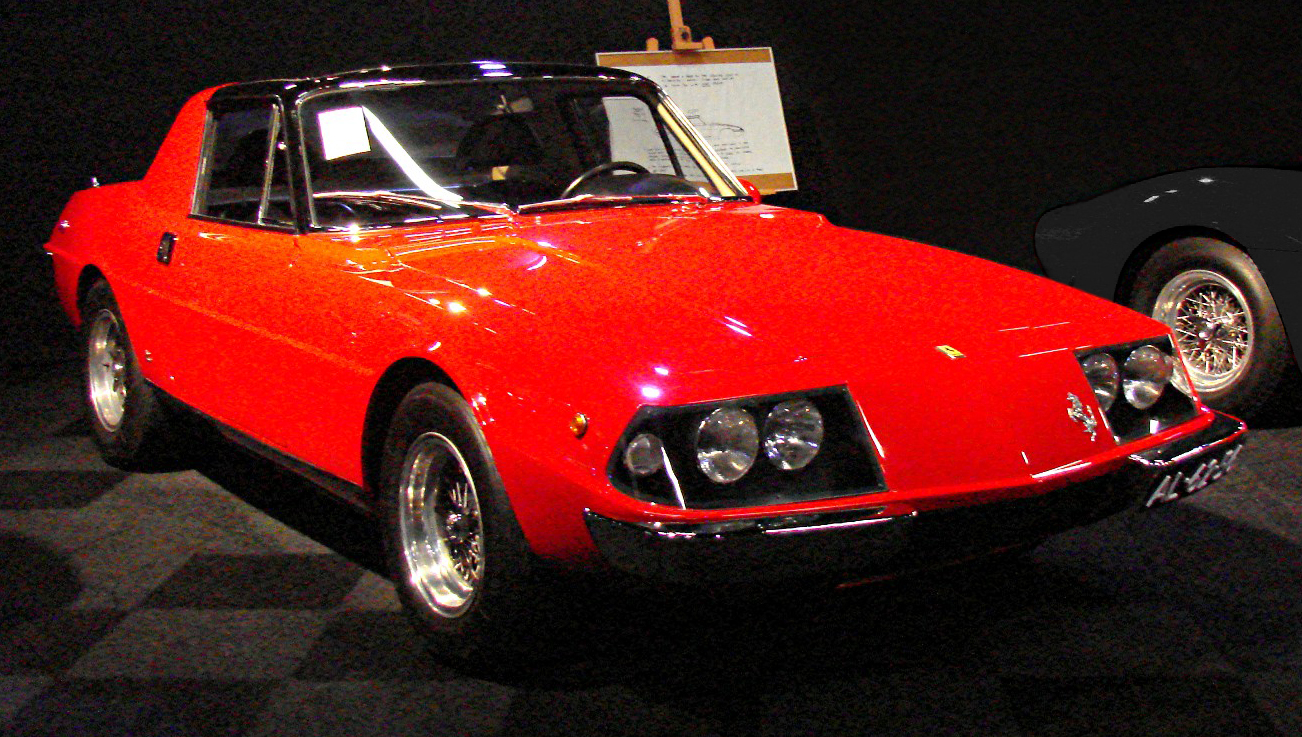
ザガート・コンバーチブル
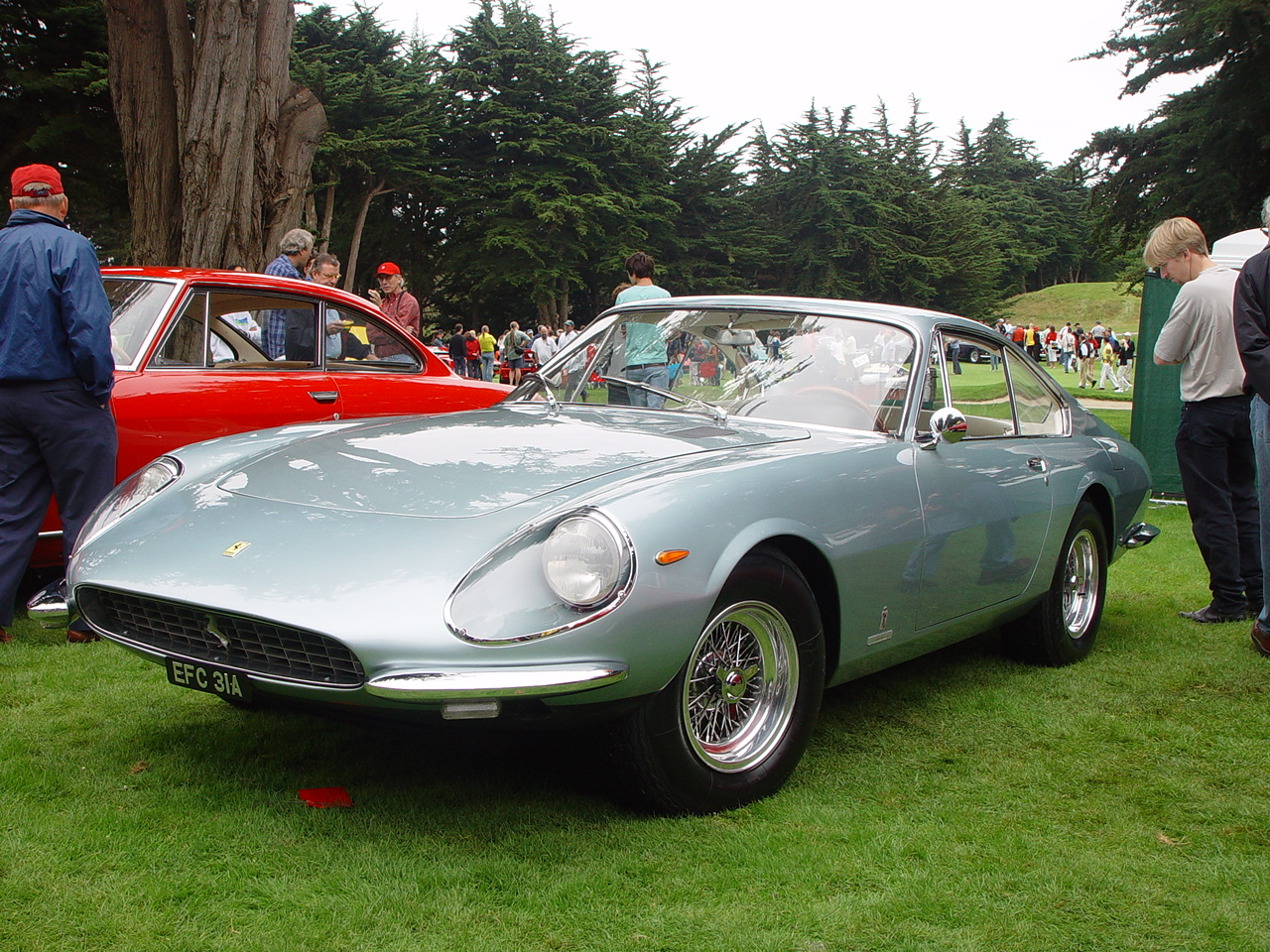
330GTC・スペチアーレ
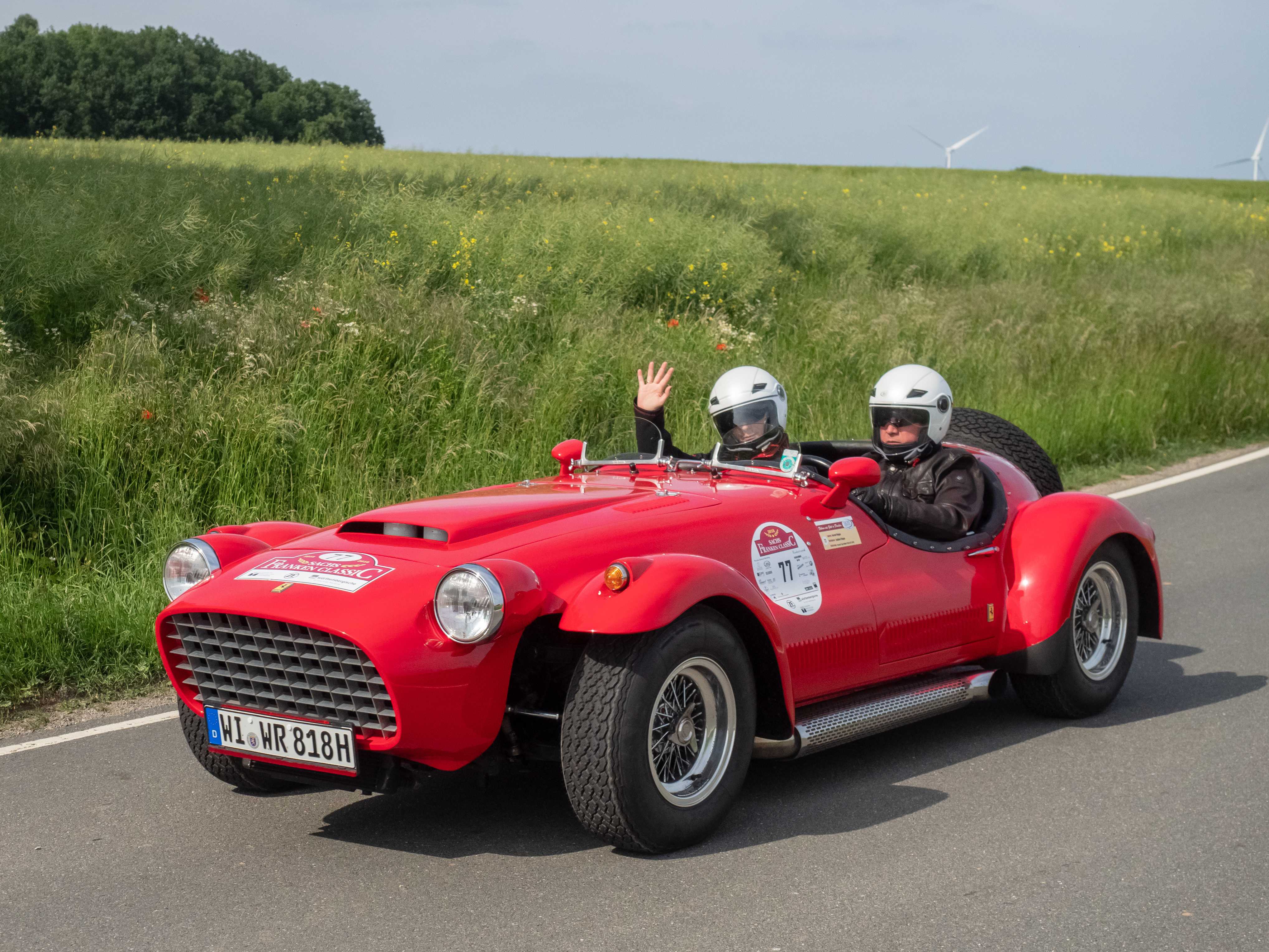
パンサー・FF

## 330LMB
1963年、GTレース用車両の330LMB（Le Mans Berlinetta）が4台製作された。330LMとも呼ばれるこのモデルはミッドシップの250Pと共に発表された。基本的にはFIAのホモロゲーション変更に合わせ250GTOを発展させ、330シリーズの4リッターV12エンジンに対応させたものだった。330市販車の300ps/6,600rpmに対し7,500回転で390ps（287kW）を発揮した。基本骨格は250GTルッソだがフロントは250GTOとよく似ていた。しかし250GTOとシャーシやボディがほぼ共通の330GTOとは多くの部分で異なっていた。ホイールベースが2,420mmと250GTルッソより20mm長く、リアタイヤのクリアランス確保のためリアフェンダー上部が大きく膨らんでいた。
主力がミッドシップ車に移行する時期となったため、330LMBのレース実績は少ない。1963年のセブリング12時間レースに1台出走し途中リタイア。同年のル・マン24時間レースでは3台が出走し、ジャック・シアーズ/マイク・サーモン組が5位完走、2台がリタイア。これが330LMBワークス参戦の最終レースとなった。

## 330P
330Pは、330のエンジンをミッドシップに搭載したレース車両で、P/P2/P3/P4の4モデルが存在する。330P4のエンジンは8,000回転で450psを発生し、792kgと軽量な車体と相まって最高速度は320km/hを誇った。